# 小雨降る径
小雨降る径（こさめふるみち、Il pleut sur la route）は、ヘンリー・ヒンメル（Henry Himmel）作曲の曲で、シャンソンであり、タンゴとしても認知されている。

## 概要
1935年ごろか、それ以前の曲である。ドイツ人のヘンリー・ヒンメルによってタンゴの曲として作曲されたものに、後に、フランス語の歌詞がつけられた。
コンチネンタル・タンゴの代表曲として有名である。
リス・ゴーティによって、創唱された。ティノ・ロッシの歌唱がヒットした。
日本でも、シャンソンの曲として、かつタンゴの曲として、歌われている。1986年度NHK紅白歌合戦の菅原洋一の歌唱曲である。
YouTubeで、いくつかアップロードされている。

## カヴァー
フランス
- リス・ゴーティ　Lys Gauty
- ティノ・ロッシ　Tino Rossi

ドイツ
- アルフレッド・ハウゼ　Alfred Hause

オランダ
- マランド楽団

日本
- 淡谷のり子
- 菅原洋一
- 寺内タケシ
- 冴木杏奈